# Irène Pusterla
Irène Pusterla (ur. 21 czerwca 1988 w Mendrisio) – szwajcarska lekkoatletka specjalizująca się w skoku w dal, olimpijka.
Karierę rozpoczynała od biegów sprinterskich – w 2004 biegła w szwajcarskiej sztafecie 4 x 100 metrów, która odpadła w eliminacjach na mistrzostwa świata juniorów, rok później zajęła 5. miejsce w finale "B" biegu na 100 metrów podczas olimpijskiego festiwalu młodzieży Europy.
W 2007 roku zajęła 6. miejsce na juniorskich Mistrzostwach Europy rozegranych w Hengelo. W 2009 uplasowała się na 7. miejscu podczas młodzieżowych mistrzostw Starego Kontynentu w Kownie. Bez powodzenia startowała na mistrzostwach Europy w Barcelonie (2010). Ósma zawodniczka halowych mistrzostw Europy z 2011. W tym samym roku startowała na mistrzostwach świata w Daegu, na których zajęła 19. miejsce w eliminacjach i nie awansowała do finału. 
W marcu 2012 odpadła w eliminacjach podczas halowego czempionatu globu w Stambule. Szósta zawodniczka mistrzostw Europy z Helsinek. W tym samym roku startowała na igrzyskach olimpijskich w Londynie, na których zajęła 25. miejsce w eliminacjach i nie awansowała do finału.
Wielokrotna złota medalistka mistrzostw Szwajcarii (także w biegu na 60 metrów oraz w trójskoku), reprezentantka kraju w drużynowym czempionacie Europy.
Rekordy życiowe: stadion – 6,84 (20 sierpnia 2011, Chiasso) rekord Szwajcarii; hala – 6,71 (5 marca 2011, Paryż) rekord Szwajcarii. Pusterla jest także rekordzistką kraju w trójskoku na otwartym stadionie – 13,42 (25 września 2011, Bellinzona).
Jej ojciec – Fabrizio Pusterla także był lekkoatletą, rekordzistą kraju w biegach sprinterskich.

## Osiągnięcia
| Rok  | Impreza                               | Miejsce   | Lokata            | Wynik (m) |
| ---- | ------------------------------------- | --------- | ----------------- | --------- |
| 2007 | Mistrzostwa Europy juniorów           | Hengelo   | 6. miejsce        | 6,21      |
| 2009 | Halowe mistrzostwa Europy             | Turyn     | el. – 12. miejsce | 6,31      |
| 2009 | Młodzieżowe mistrzostwa Europy        | Kowno     | 7. miejsce        | 6,57      |
| 2009 | I liga drużynowych mistrzostw Europy  | Bergen    | 7. miejsce        | 6,18      |
| 2010 | Mistrzostwa Europy                    | Barcelona | el. – 13. miejsce | 6,62      |
| 2010 | II liga drużynowych mistrzostw Europy | Belgrad   | 3. miejsce        | 6,47      |
| 2011 | Halowe mistrzostwa Europy             | Paryż     | 8. miejsce        | 6,43      |
| 2011 | I liga drużynowych mistrzostw Europy  | Izmir     | 2. miejsce        | 6,50      |
| 2011 | Mistrzostwa świata                    | Daegu     | el. – 19. miejsce | 6,34      |
| 2012 | Halowe mistrzostwa świata             | Stambuł   | el. – 12. miejsce | 6,45      |
| 2012 | Mistrzostwa Europy                    | Helsinki  | 6. miejsce        | 6,53      |
| 2012 | Igrzyska olimpijskie                  | Londyn    | el. – 24. miejsce | 6,20      |
| 2014 | Mistrzostwa Europy                    | Zurych    | el. – 13. miejsce | 6,39      |
| 2015 | I liga drużynowych mistrzostw Europy  | Heraklion | 5. miejsce        | 6,34      |